# Rogawica
Rogawica (kaszb. Rogajca lub Rogacza, niem. Roggatz) (niem. Roggatz) – osada sołecka w Polsce obejmująca miejscowość Kukowo. Położona jest w województwie pomorskim, w powiecie słupskim, w gminie Redzikowo.
We wsi klasycystyczny, piętrowy pałac z 1889 roku, z dostawionym prostopadle wąskim skrzydłem poprzedzonym czworoboczną wieżą z krenelażem, który osłania hełm namiotowy. Pałac otoczony parkiem i małym stawem. W pobliżu zabudowania folwarku z przełomu XIX i XX wieku.

## Nazwa
Nazwa, wzmiankowana po raz pierwszy w 1485, ma pochodzenie słowiańskie i charakter topograficzny-metaforyczny. Wywodzi się od przymiotnika rogowy „rozgałęziony” bądź rogaty „hardy, krnąbrny” z formantem -ica. Friedrich Lorentz odnotował formę nazwy w lokalnych gwarach słowińskich: Rʉ̀ɵ̯gĕ·i̯că wraz z nazwami mieszkańców – Rʉ̀ɵ̯gĕ·i̯čȯu̯n, Rʉ̀ɵ̯gĕ·i̯čȯu̯nkă „rogawiczanin, rogawiczanka”. Niemiecka nazwa Roggatz jest adaptacją fonetyczną pierwotnej nazwy słowiańskiej.
Rada Języka Kaszubskiego proponuje kaszubską formę Rogawica.